# Diana (Silésie)
Pour les articles homonymes, voir Diana.
Diana (prononciation : [ˈdjana]) est une localité polonaise de la gmina de Wielowieś, située dans le powiat de Gliwice en voïvodie de Silésie.